# Pottenstein (Bavière)
Pour les articles homonymes, voir Pottenstein.
Pottenstein est une ville de Bavière (Allemagne), située dans l'arrondissement de Bayreuth, dans le district de Haute-Franconie.